# سالينوميسين
السالينوميسين هو دواء يُستخدم كمضاد حيوي وكابح الأكريات حامل الأيون.

## نشاط مضاد للجراثيم
يُظهر السالينوميسين ومشتقاته نشاطًا عاليًا لمضادات الميكروبات ضد البكتيريا إيجابية الجرام، بما في ذلك سلالات البكتيريا الأكثر إشكالية مثل المكورات العنقودية الذهبية المقاومة للميثيسيلين والمكورات العنقودية البشروية المقاومة للميثيسيلين والمتفطرة السلية. يُعد السالينوميسين غير فعال ضد الفطريات مثل المبيضة والبكتيريا سلبية الغرام.

## أبحاث السرطان

### قبل السريرية
عُرِض السالينوميسين بواسطة بيوش جوبتا وآخرين من معهد ماساتشوستس للتكنولوجيا ومعهد برود لقتل الخلايا الجذعية لسرطان الثدي في الفئران على الأقل 100 مرة أكثر فعالية من عقار باكليتاكسيل المضاد للسرطان. فحصت الدراسة 16000 مركب كيميائي مختلف ووجدت أن مجموعة فرعية صغيرة فقط -بما في ذلك سالينومايسين وإيتوبوسيد- تستهدف الخلايا الجذعية السرطانية المسؤولة عن الانبثاث والانتكاس.
تتضمن آلية العمل التي يقتل بها السالينوميسين الخلايا الجذعية السرطانية عزل الحديد الليزوزومي، مما يؤدي إلى إنتاج أنواع الأكسجين التفاعلية ونفاذية الغشاء الليزوزومي فيروتوسيس دُوِي:10.1038/nchem.2778. أظهرت الدراسات التي أجريت في عام 2011 أن السالينوميسين يمكن أن يحفز موت الخلايا المبرمج للخلايا السرطانية البشرية بتركيزات أعلى. أظهرت مشتقات C20 الأمينية -مثل إيرونوميسين- أنها أكثر فاعلية في النماذج المختبرية للخلايا السرطانية المستمرة وفي الجسم الحي دُوِي:10.1038/nchem.2778. تكشف النتائج الواعدة من عدد قليل من الدراسات التجريبية السريرية أن السالينوميسين قادر على القضاء بشكل فعال على الخلايا الجذعية السرطانية والحث على الانحدار السريري الجزئي للسرطانات المعالجة مسبقًا والمقاومة للعلاج. إن قدرة سالينوميسين على قتل كل من الخلايا الجذعية السرطانية والخلايا السرطانية المقاومة للعلاج (بيرسيستر) قد تحدد المركب كدواء جديد وفعال مضاد للسرطان. وقد ثبت أيضًا أن السالينوميسين ومشتقاته تظهر نشاطًا قويًا مضادًا للتكاثر ضد خطوط الخلايا السرطانية المقاومة للأدوية. السالينوميسين هو المركب الرئيسي في جهود شركة الأدوية فيراستيم لإنتاج عقار مضاد للسرطان للخلايا الجذعية.

## الاستخدم في الزراعة
يستخدم سالينوميسين في علف الدجاج كعامل كوكسيديوستات.

## التخليق الحيوي
قام فريق من جامعة كامبريدج باستنساخ وتسلسل مجموعة التخليق الحيوي المسؤولة عن إنتاج سالينوميسين، من متسلسلة albus DSM 41398. وقد أظهر هذا أن السلسلة الرئيسية متعددة الكيتيد من سالينوميسين تُصنَّع على خط تجميع مكون من تسعة إنزيمات متعددة الكيتيد. علاوة على ذلك تحتوي الكتلة على الجينات المشاركة في التحليق التأكسدي بما في ذلك جينات salC (إيبوكسيداز) و salBI / BII / BIII (هيدرولاز الإيبوكسيد). تحتوي المجموعة أيضًا على جينات يشتبه في مشاركتها في المقاومة الذاتية والتصدير وتوريد السلائف والتنظيم. تحتوي المجموعة على البروتين الحامل مثل NRPS و SalX الذي يشتبه في أنه يربط «ما قبل السالينوميسين» أثناء التدوير التأكسدي. من خلال تعطيل salC، أظهر الباحثون أن التخليق الحيوي للسالينوميسين يستمر عبر وسيط دييني.